# Trimetilarsina
Trimetilarsina é o composto químico de fórmula (CH3)3As, comummente abreviado como AsMe3 ou TMAs. Esse derivado orgânico da arsina tem sido usado como uma fonte de arsênio na indústria de microeletrônicos, um bloco de construção para outros compostos orgânicos de arsênio e como ligante em complexos de coordenação.Possui um distinto cheiro de alho. Trimetilarsina foi descoberta no começo de 1854.

## Estrutura e preparação
Como previsto pela teoria VSEPR, trimetilarsina é uma molécula piramidal. A distancia média entre o átomo de arsênio e o de carbono é de 1,519 Å, e os ângulos C-As-C são de 91,83º. Esse ângulo de ligação é uma forte indicação de pouca, quiçá nenhuma, hibridação dos orbitais atômicos, deixando o par de elétrons da orbital s, nas partes mais internas do átomo de arsênio, ao invés de estar exposto como na molécula de amônia. Trimetilarsina pode ser preparada pela reação de óxido de arsênio (III) com trimetilalumínio:
As2O3  +  1.5 [AlMe3]2  →   2 AsMe3  +  3/n (MeAl-O)n

## Propriedades e reações
trimetilarsina é pirofórica devido à natureza exotérmica da seguinte reação, que inicia a combustão:
AsMe3  +  1/2 O2  →  OAsMe3

## História
Envenenamentos devidos a um gás produzido por micróbios foram associados ao arsênio presente na tinta. Em 1893 o médico italiano Bartolomeo Gosio publicou seus resultados do "gás de gosio", subsequentemente foi comprovado que tal gás continha trimetilarsina. Sob condições úmidas, o bolor Scopulariopsis brevicaulis produz arsinas metiladas via metilação de pigmentos inorgânicos contendo arsênio, especialmente Verde de Paris  e Verde de Scheele, que uma vez foram usados como revestimentos de paredes internas. Novos estudos mostram que trimetilarsina tem uma baixa toxidade e não foi responsável pelas mortes e pelos severos problemas de saúde do século XIX

.

## Segurança
Trimetilarsina é potencialmente perigosa, porém sua toxidade é frequentemente exagerada.

## Importância
trimetilarsina é um produto secundário da ação microbiana em compostos inorgânicos de arsênio contidos em rochas e solos na concentração de partes por milhão. Traços de trimetilarsina (na ordem de partes por bilhão) foram achados em gases provenientes de aterros da Alemanha, Canada e Estados unidos, e é o maior responsável pela concentração de arsênio no gás.